# Мутхусвами Дикшитар
Мутхусвами Дикшитар (там. முத்துசுவாமி தீட்சிதர், хинди मुत्तुस्वामी दीक्षित; 24 марта 1775, Тируварур — 21 октября 1835, Эттайяпурам) — индийский музыкант, поэт и композитор, один из величайших композиторов Карнатической музыки.
Наряду со своими современниками Шьямой Шастри и Тьягараджой входит в тройку выдающихся музыкантов, выступивших основоположниками новой эры в истории музыки Карнатака.

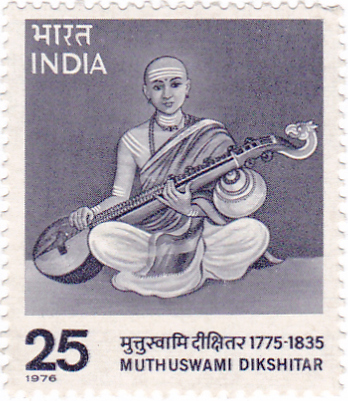
Почтовая марка Индии с изображением Мутхусвами Дикшитара

## Биография
Сын южно-индийского композитора и придворного музыканта Рамасвами Дикшитара в Манали (близ Мадраса). Первые уроки получил у отца, затем у Чидамбаранатхи в Бенаресе (изучал философию и санскрит).
Жил в Тируваруре под псевдонимом Гуру Гуха. Последние годы жизни провёл в странствиях.

## Творчество
По словам Дикшитара, ему явилось видение, которое предсказало ему, что он стане композитором. 
Автор ряда вокальных сочинений, в которых развивал и совершенствовал форму крити (восхваления); особое значение придавал взаимодействию текста (писал на санскрите и телугу) и музыки. В восхвалениях, отличающихся глубиной и философичностью, используется около 50 различных раг (не менее 100 его крити исполняются и поныне).
Из его сочинений известно около 500 песен и композиций, которые впечатляют своим созерцательным характером и умелым использованием музыкальных форм в стиле Вина, своими подробными и поэтическими описаниями индуистских богов и храмов.
Его композиции широко исполняются на классических концертах музыки Карнатака и сегодня.  Около 100 его музыкальных произведений входят в современный репертуар индийских традиционных исполнителей.
В отличие от двух других мастеров, Дикшитар писал стихи не на телугу, а преимущественно на санскрите. Некоторые из его песен написаны на майправаламе, искусственно смешанном языке санскрита и малаялама.

## Память
- В память о Мутхусвами Дикшитаре в 1975 году Департамент почты правительства Индии выпустил марку с его изображением.